# Leichtathletik-Weltmeisterschaften 2011/Teilnehmer (Nauru)
| Gelbes Symbol für Goldmedaillen mit stilisierten Olympischen Ringen | Graues Symbol für Silbermedaillen mit stilisierten Olympischen Ringen | Braundes Symbol für Bronzemedaillen mit stilisierten Olympischen Ringen |
| ------------------------------------------------------------------- | --------------------------------------------------------------------- | ----------------------------------------------------------------------- |
| —                                                                   | —                                                                     | —                                                                       |

Der Leichtathletik-Verband Naurus stellte bei den Leichtathletik-Weltmeisterschaften 2011 im koreanischen Daegu zwei Teilnehmer.

## Ergebnisse

### Männer

#### Laufdisziplinen
| Athlet          | Disziplin | Qualifikation | Qualifikation | Vorlauf       | Vorlauf       | Halbfinale    | Halbfinale    | Finale        | Finale        |
| Athlet          | Disziplin | Zeit          | Platz         | Zeit          | Platz         | Zeit          | Platz         | Zeit          | Platz         |
| --------------- | --------- | ------------- | ------------- | ------------- | ------------- | ------------- | ------------- | ------------- | ------------- |
| Joshua Jeremiah | 100 m     | 11,44 s PB    | 20            | ausgeschieden | ausgeschieden | ausgeschieden | ausgeschieden | ausgeschieden | ausgeschieden |

### Frauen

#### Laufdisziplinen
| Athletin          | Disziplin | Qualifikation | Qualifikation | Vorlauf    | Vorlauf | Halbfinale    | Halbfinale    | Finale        | Finale        |
| Athletin          | Disziplin | Zeit          | Platz         | Zeit       | Platz   | Zeit          | Platz         | Zeit          | Platz         |
| ----------------- | --------- | ------------- | ------------- | ---------- | ------- | ------------- | ------------- | ------------- | ------------- |
| Lovelite Detenamo | 100 m     | 12,63 s PB    | 17            | 12,50 s PB | 52      | ausgeschieden | ausgeschieden | ausgeschieden | ausgeschieden |